# Cahors
Cahors je francouzské město v nacházející se v meandru řeky Lot v departementu Lot v regionu Okcitánie. V roce 2009 zde žilo 19 948 obyvatel. Je centrem arrondissementu Cahors.